# マヌエル・コッポラ
マヌエル・コッポラ（Manuel Coppola, 1982年5月11日 - ）は、イタリア・ラツィオ州ローマ出身の元サッカー選手、現サッカー指導者。現役時代のポジションはMF。

## 経歴
下部リーグのSSティーヴォリ・カルチョ1919でプレーした後、2004年1月にFCメッシーナへ移籍。しかし、翌シーズンにセリエA昇格を果たした同クラブでは出場機会を得られず。レンタルや共同保有での移籍を繰り返し、セリエB以下のリーグでのプレーが続いた。
2005年夏にレンタルで加入したジェノアCFCでは、加入1年目でセリエC1からBへの昇格に貢献。シーズン終了後に完全移籍をし、さらに翌シーズンにクラブはセリエA昇格を果たした。2007-08シーズンにキャリア8年目で初めてトップリーグの舞台に立った。
2014年7月、ACチェゼーナに完全移籍した。2015年1月13日、1年間の契約でセリエBのカルチョ・カターニアに加入した。
2016-17シーズン終了を以て現役を引退。2017年9月18日、最後に所属していたテルナーナ・カルチョで指揮を執っていたファビオ・リヴェラーニがUSレッチェの監督に就任することに伴い、アシスタントコーチとして招聘された。

## タイトル
ティーヴォリ
- セリエD : 2001-02